# Vair-sur-Loire
Vair-sur-Loire è un comune francese del dipartimento della Loira Atlantica nella regione dei Paesi della Loira.
È stato creato il 1º gennaio 2016 dalla fusione dei preesistenti comuni di Anetz e Saint-Herblon.
Il capoluogo è la località di Saint-Herblon.